# Pulmonaria australis
La polmonaria meridionale o polmonaria sudalpina (Pulmonaria australis (Murr) W.Sauer, 1975) è una pianta della famiglia Boraginaceae.

## Descrizione
Questa specie è affine alla più diffusa P. angustifolia, alla quale assomiglia sia morfologicamente che ecologicamente, tanto che in passato era ritenuta una varietà di quest'ultima; ne differisce per il numero cromosomico 2n = 20 (anziché 2n = 14), ed anche per il colore violetto più intenso e la pelosità delle corolle.
In parte P. australis sostituisce P. angustifolia come vicariante nelle zone in cui è presente. Le due specie insieme si distinguono nettamente per vari caratteri dalle altre specie europee di Pulmonaria: foglie strette e allungate di colore verde scuro uniforme, spesso a coppie basali distiche, mancanza di macchie sulle foglie, infiorescenze di colore violetto (simile al colore delle genziane).
Come in genere le polmonarie, anche P. australis fiorisce precocemente, all'inizio della primavera.

## Distribuzione e habitat
Questa specie è distribuita in prevalenza sul versante italiano delle Alpi, dalla Valle d'Aosta sino al Carso triestino, con limitati sconfinamenti in Austria meridionale, nelle Alpi Dinariche e sui Balcani.
A differenza delle altre polmonarie mostra una preferenza per suoli su substrato calcareo, piuttosto poveri, soleggiati e stagionalmente asciutti, spesso in boschi radi di conifere o latifoglie ad altitudini fra 700 e 1200 m. In questi ambienti è pianta localmente frequente, mai abbondante.